# 南島原市立白木野小学校
南島原市立白木野小学校（みなみしまばらしりつ しろきのしょうがっこう）は、かつて長崎県南島原市南有馬町丙にあった公立小学校。
2015年（平成27年）3月末に閉校し、南島原市立南有馬小学校に統合された。

## 概要
歴史
1875年（明治8年）に開校。2010年（平成22年）に創立135周年を迎えた。南島原市南有馬地区の小学校5校の統合により、2015年（平成27年）3月末に閉校し、140年の歴史に幕を下ろした。
学校教育目標
「心豊かで、自ら進んで学び、たくましく生きる子どもの育成」
校章
1925年（大正14年）に制定。梅の花弁と校名「白」の文字を組み合わせたもの。
校歌
1939年（昭和14年）に制定。作詞は川島亘、作曲は松尾始による。歌詞は3番まであり、校名は歌詞の中に登場しない。
校区
住所表記で南島原市南有馬町の後に「丙1～946番地、丙10007～5277番地、乙3264～3312、乙3363～3376番地、乙3387～3505番地、甲4195～4226番地、甲7808～甲7820番地、甲7825番地～7832番地」が続く地域。中学校区は南島原市立南有馬中学校。

## 沿革
- 1875年（明治8年）4月 - 白木野名字畑田1806番地に「白木野小学校」が創設される。本多用（通称:角之進）が初代校長兼訓導を務める。当初の児童数は14名。
- 1878年（明治11年）- 郡制の実施により、南高来郡の管轄となる。
- 1881年（明治14年）- 教育令の施行により、初等科を設置の上「公立初等白木野小学校」に改称。
  - この年 - 暴風により校舎が倒壊したため、原河の川口宅馬・川口節男宅を借用して授業を継続する。
- 1886年（明治19年）- 小学校令の施行により、簡易科（修業年限3年）を設置し「簡易白木野小学校」に改称。
- 1889年（明治22年）4月1日 - 町村制の施行により、南有馬村立の小学校となる。
- 1893年（明治26年）
  - 3月 - 尋常科（修業年限4年）を設置し「白木野尋常小学校」に改称。
  - 5月 - 校舎新築のため、民家と天満宮拝殿を借用して授業を継続。
  - 6月 - 校舎が完成し、移転を完了。
- 1904年（明治37年）3月 - 現在地に第一校舎が完成。
- 1908年（明治41年）4月 - 小学校令の改正により、義務教育年限が4年から6年に延長されたため、尋常科5年を新設。
- 1909年（明治42年）4月 - 尋常科6年を新設。
- 1912年（明治45年）6月 - 第二校舎を増築。
- 1916年（大正5年）6月 - 白木野農業補習学校を併設。
- 1918年（大正7年）4月 - 校地を拡張。
- 1922年（大正11年）12月 - 地震の発生により、校舎に被害を受ける。
- 1923年（大正12年）7月 - 校舎が復旧。
- 1925年（大正14年）12月 - 創立50周年を記念して校旗（校章）を制定。
- 1930年（昭和5年）
  - 3月 - 実習園として茶園を設置。
  - 10月 - 保護者会を創設。
- 1934年（昭和9年）9月 - 白木野青年団の協力により校内に製茶工場を増設。
- 1937年（昭和12年）
  - 3月 - 校舎が完成。
  - 4月 - 校門が完成。校庭に滑り台と低鉄棒を設置。
- 1932年（昭和7年）1月1日 - 南有馬村の町制施行に伴い、南有馬町立の小学校となる。
- 1939年（昭和14年）5月 - 校歌を制定。
- 1941年（昭和16年）4月1日 - 国民学校令の施行により、「南有馬町白木野国民学校」に改称。尋常科を初等科に改める（初等科6年）。
- 1944年（昭和19年）11月 - 奉安殿が完成。
- 1946年（昭和21年）
  - 3月 - 奉安殿を撤去。
  - 6月 - 戦後の食糧難により、学校農園を開設し農作物を栽培。
- 1947年（昭和22年）
  - 3月 - 製茶工場を移設。
  - 4月1日 - 学制改革（六・三制の実施）により、国民学校初等科が改組され、「南有馬町立白木野小学校」となる。この時の児童数は268名。
- 1951年（昭和26年）
  - 4月 - 青年社会学級を開設。
  - 9月 - 運動場を拡張。
- 1953年（昭和28年）
  - 1月 - 校舎を改築。
  - この年 - 青年研修所が開設される。
- 1954年（昭和29年）8月 - 電話が設置される。
- 1955年（昭和30年）3月 - 水道工事が完了。
- 1959年（昭和34年）3月 - 町内有線放送が開始。
- 1962年（昭和37年）9月 - 製茶工場跡地に給食炊事場が完成し、ミルク給食を開始。
- 1967年（昭和42年）
  - 1月17日 - 完全給食を開始。
  - 6月 - 運動場にアスレチック遊具が設置される。
- 1975年（昭和50年）- 創立100周年記念式典を挙行。
- 1979年（昭和54年）- 新校舎が完成。
- 1984年（昭和59年）- 体育館が完成。
- 2006年（平成18年）3月31日 - 南島原市の発足に伴い、「南島原市立白木野小学校」に改称。
- 2015年（平成27年）3月31日 - 南島原市立南有馬小学校への統合により閉校[3]。

## 著名な出身者
- 北村西望（彫刻家）

## 交通アクセス
最寄りのバス停
- 島鉄バス 「白木野」バス停

最寄りの県道
- 長崎県道209号山口南有馬線

## 周辺
- 北村西望記念館

## 参考資料
- 「南有馬町郷土誌」（1969年（昭和44年）11月5日発行, 南有馬町教育委員会）p.127 -
- 「長崎新聞に見る長崎県戦後50年史（1945～1995）」（1995年（平成7年）8月9日発行, 長崎新聞社）「南有馬町」